# Puerto

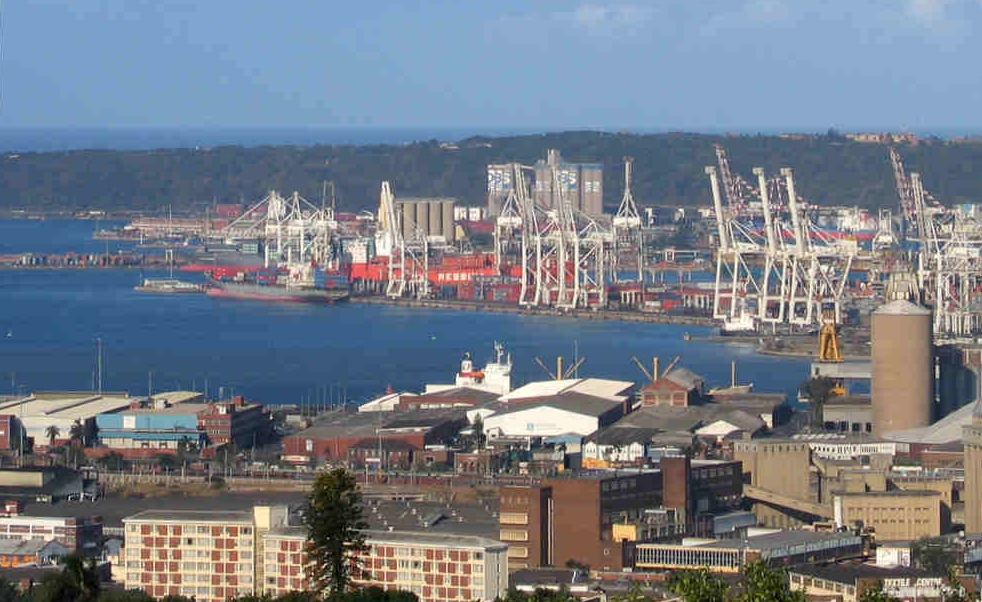
Puerto de Durban ubicado en Durban, Sudáfrica.

Un puerto es un lugar en la ribera que, por sus características naturales o artificiales, resulta resguardada de gran oleaje, y donde las embarcaciones pueden realizar diversas maniobras: como fondeo, atraque, estadía y desatraque; y operaciones como transferencia de cargas, embarque y desembarque de pasajeros. Suelen contar, además, con servicios para las embarcaciones, pasajeros y cargas.
Un puerto natural es un accidente costero constituido por una entrada de agua lo suficientemente profunda como para permitir el anclaje de embarcaciones, en la que la propia configuración de la costa proporciona protección frente a las grandes olas. Ejemplos de estos son la bahía de Guantánamo, en Cuba o el puerto de Kingston en Jamaica, protegido por una barra llamado Palisadoes o el puerto de Montevideo en Uruguay.
En la mayoría de los casos, se realizan obras de ingeniería para construirlos y mantenerlos. La protección de las olas se logra con rompeolas (también llamadas escolleras) y la profundidad, mediante el dragado.
Los puertos se pueden clasificar por el cuerpo de agua en el que se ubican (marítimos, lacustres y fluviales, en este último caso, un ejemplo, además de natural, es el puerto ubicado en Fray Bentos, sobre el río Uruguay, con salida al Río de la Plata y al océano Atlántico). También, por la actividad principal que se realiza (comerciales, deportivos, pesqueros, militares) o por el calado del que disponen. En un puerto de aguas profundas el calado debe ser superior a los 45 pies (13,72 m).

## Zona de un puerto
Desde el punto de vista funcional, las obras y las instalaciones de un puerto se pueden clasificar por su ubicación. Así, se distinguen cuatro zonas diferentes:
1. La zona marítima destinada al barco, y en la que se disponen las obras de abrigo que protegen la zona de atraques del oleaje exterior, constituidas fundamentalmente por los diques; las obras de acceso que facilitan el acceso del barco al puerto en condiciones de seguridad, garantizando su maniobrabilidad, anchura y calado adecuados. Entre ellas están la señalización (radar, faros, balizas, radiofaros, boyas, etcétera), los diques de encauzamiento, canales dragados, esclusas; los espacios de fondeo (radas) con la función de mantener el barco en aguas tranquilas, sin obstruir el tráfico, a la espera de su turno de atraque en los muelles; y las dársenas que constituyen la superficie de aguas abrigadas aptas para la permanencia y operación de los barcos (de marea o de flotación, según estén o no sometidas a la acción de las mareas).
2. La zona terrestre, destinada fundamentalmente a la mercancía, incluye la superficie de operación terrestre constituida por los muelles, que además de facilitar el atraque y amarre de los barcos, sirven de soporte al utillaje y de acopio provisional de mercancías; y los depósitos que además de adecuar un espacio a las mercancías, sirven de regulación de los flujos marítimo-terrestres.
3. La zona de evacuación, destinada al transporte terrestre, en la que se debe diferenciar las vías de acceso al puerto desde la red de carreteras general, las de circunvalación o reparto y las de penetración a la zona de operación terrestre, con sus áreas de maniobra y estacionamiento.
4. Ocasionalmente puede ubicarse en los puertos una zona de asentamiento de industrias básicas: siderurgias, astilleros, petroquímicas, refinerías, etc. En algunos casos ha sido necesario crear puertos exclusivamente para su servicio, como el caso del puerto exterior de Huelva, orientado a la industria.

## Servicios prestados
El conjunto de servicios que presta un puerto se pueden clasificar en función del ámbito al que van destinados.
- Servicios al barco. Entre los servicios al barco se incluyen: la consigna, el practicaje, el remolque, el avituallamiento, la carga de combustible (en inglés, bunkering), la descarga de "sloop" (residuos del lavado de tanques), la recogida de basuras, las reparaciones y los mantenimientos, etc.
- Servicios a la mercancía. Para los servicios a la mercancía se incluyen: la consigna, la estiba, la aduana, la sanidad, la vigilancia, los servicios comerciales de los transitarios, consignatarios y otros agentes.
- Servicios al transporte terrestre. Los servicios al transporte terrestre son los de representación, actividades de transbordo y manipulación de mercancías.
- Otros servicios. Para terminar, el apartado de servicios varios, entre los que se encuentran los seguros, los bancarios, los mercantiles, los de comunicación, etc.

## Tipos de puerto

### Puerto fluvial comercial
Un puerto fluvial  comercial es un puerto que desarrolla comerciales portuarias de tráfico de mercancías o pasajeros, con carácter local o de ría.

### Puerto marítimo comercial
Usualmente, un puerto marítimo es el conjunto de espacios terrestres, aguas marítimas e instalaciones que, situado en la ribera de la mar o de las rías, reúna condiciones  físicas, naturales o artificiales y de organización, que permitan la realización de operaciones de tráfico portuario. El tráfico portuario son las operaciones de entrada, salida, atraque, desatraque, estancia y reparación de buques en puerto y las de transferencia entre éstos y tierra u otros medios de transporte, de mercancías de cualquier tipo, de pesca, de avituallamientos y de pasajeros o tripulantes, así como el almacenamiento temporal de dichas mercancías en el espacio portuario.
Los puertos marítimos pueden ser comerciales o no comerciales. 
El comercial es el tipo más común de puertos,[cita requerida] estos están dedicados a la carga y descarga, ya sea de petróleos, graneles líquidos no petrolíferos, graneles sólidos, pasajeros, etcétera. Algunos ejemplos pueden ser Long Beach, Osaka , Barcelona, Shanghái, Callao, Pisco , Valparaíso, Ciudad del Cabo, Puerto Cabello, Hong Kong, Barranquilla, Génova, Estambul, Dubái, Buenos Aires, entre otros
En ocasiones las mercancías descargadas son tratadas en el mismo puerto, lo que da paso a una variación del mismo llamada "puerto-fábrica". [cita requerida]

### Puerto deportivo

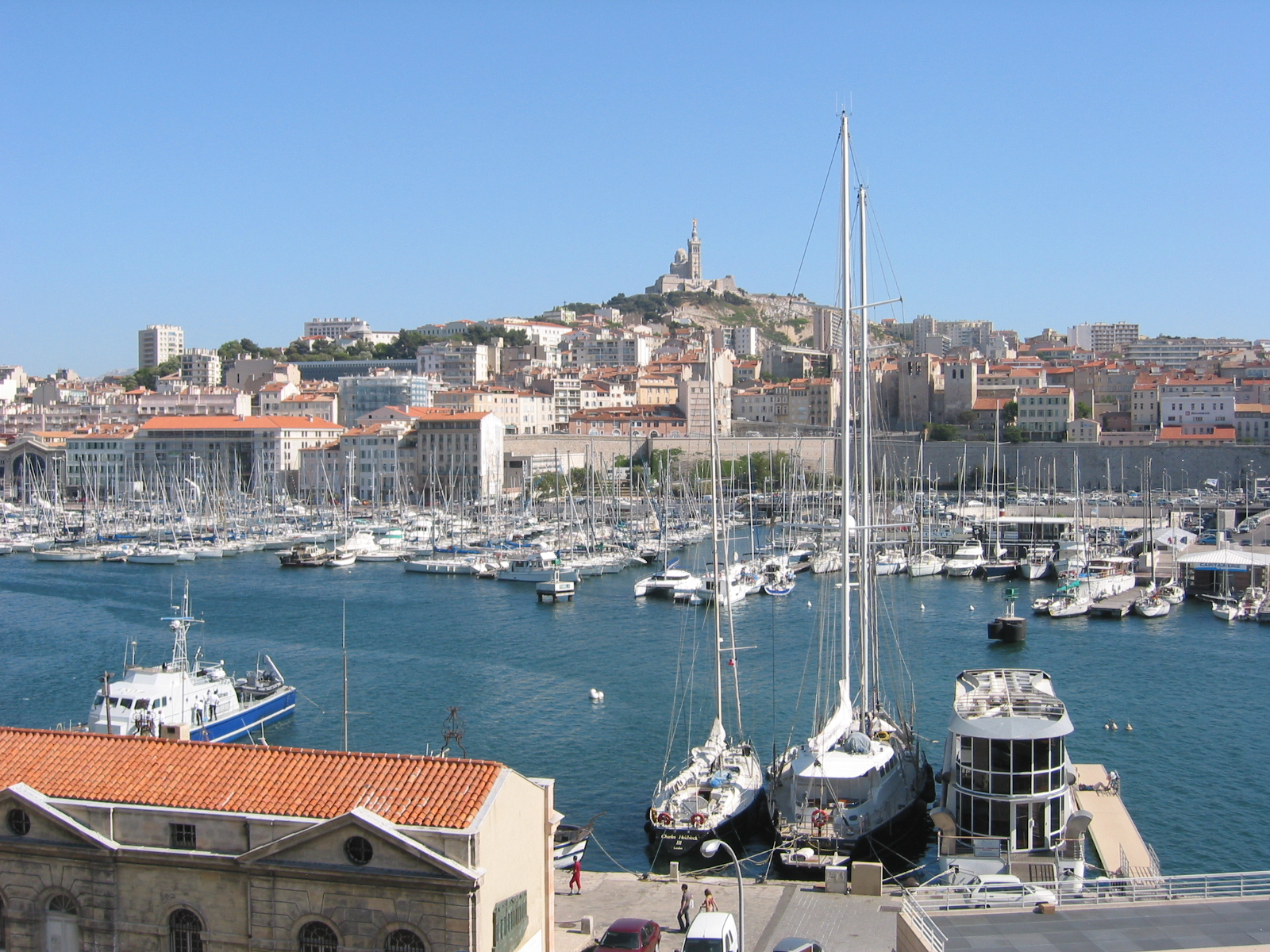
Vista del Puerto Viejo, uno de los puertos deportivos de la ciudad de Marsella.

Los puertos deportivos son aquellos especialmente dirigidos a abrigar durante estancias más o menos prolongadas o servir de base a las embarcaciones de recreo, que por su uso irregular deben pasar estancias prolongadas en zona de amarre o en dique seco. Por las necesidades a cubrir de estos puertos, suelen presentar características diferenciadas respecto a los puertos mercantes o tradicionales como zona de varadero, dique seco, astilleros o la existencia de restaurantes, tiendas y otros servicios enfocados a una clientela de cierto poder adquisitivo. [cita requerida]

### Astillero naval
Los puertos o partes de los puertos que se encargan especialmente de la construcción o reparación de buques son los astilleros con instalaciones particulares de este tipo. Suelen ser representativos de los astilleros la existencia de grandes grúas, diques secos o diversas zonas de botadura para buques de distinto tamaño.

### Puerto pesquero

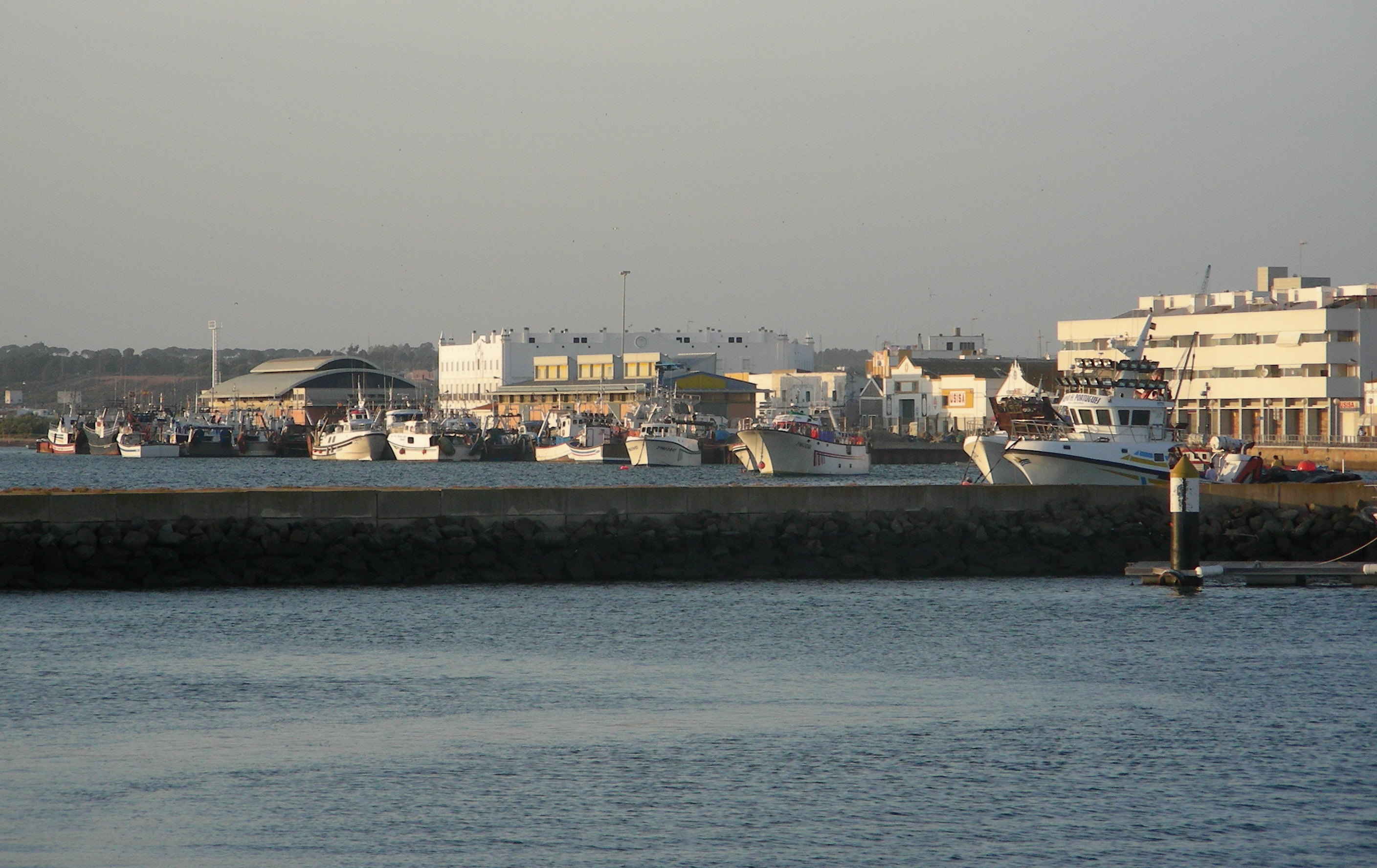
Puerto pesquero de Isla Cristina, en el suroeste de España.

Aquellos encargados del manejo de mercancías perecederas y especialmente los destinados a la descarga del pescado, los puertos pesqueros, contienen en sus instalaciones edificios orientados a la compraventa de estas mercancías, las lonjas. Estos puertos, al ser lugar de origen para la entrada en el mercado de estos productos deben dotarse de la infraestructura logística y mercantil para distribuirlos a las zonas de consumo.

## Historia

### Puertos antiguos

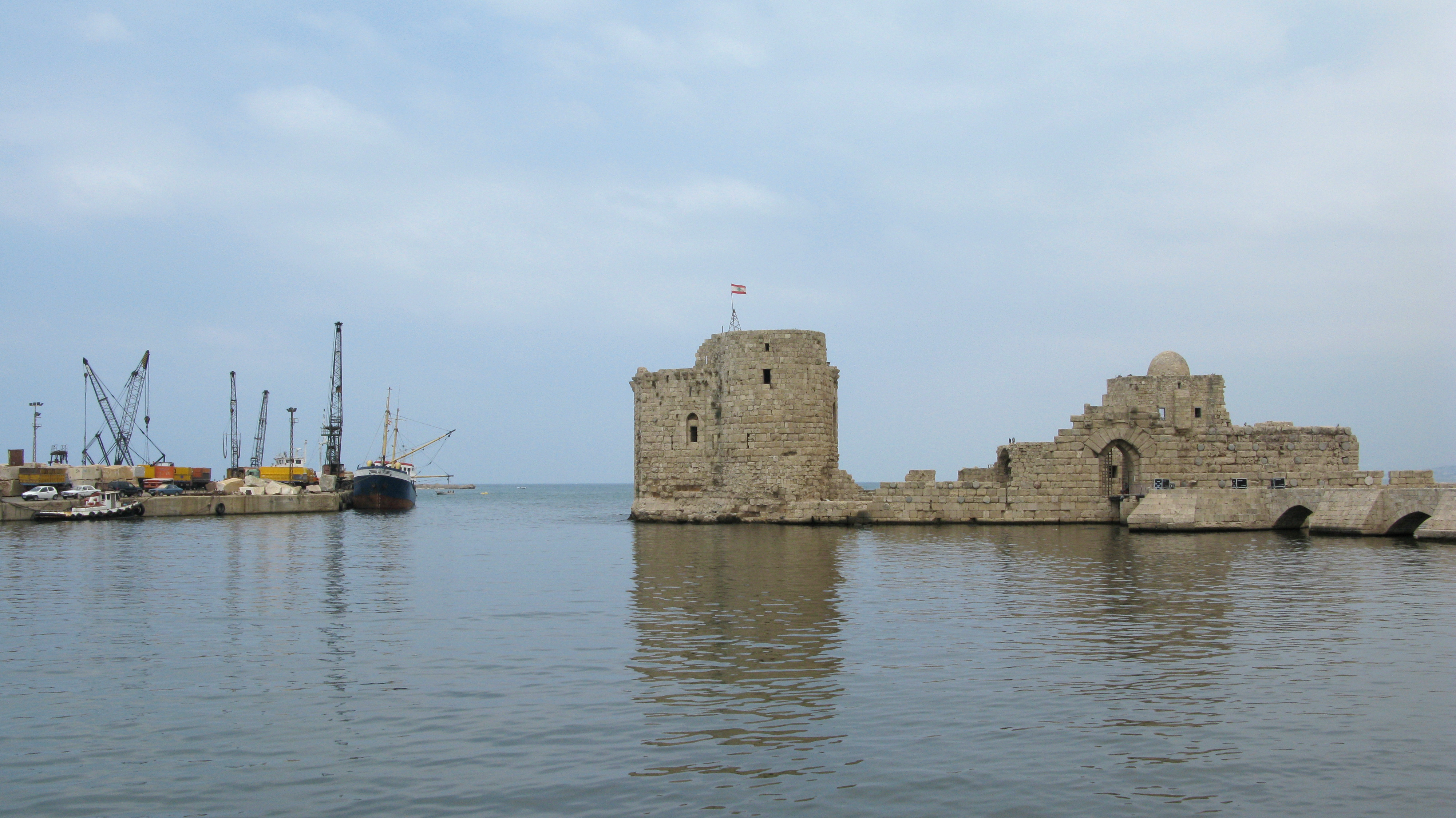
Ruinas del antiguo puerto de Sidón

Las civilizaciones antiguas que se dedicaban al comercio marítimo tendían a desarrollar puertos marítimos. Uno de los puertos artificiales más antiguos conocidos del mundo se encuentra en Uadi al-Yarf en el Mar Rojo. Parece ser utilizado como puerto desde mediados de la cuarta dinastía, alrededor de 2500 a. C., y durante más de mil años. Las inscripciones rupestres demuestran que el lugar todavía estaba en funcionamiento alrededor de 1450 a. C. Debía su éxito a su proximidad con la capital administrativa de Menfis, que estaba conectada a través de un camino de 120 kilómetros de longitud.
Hasta ese momento se creía que los primeros puertos construidos eran los de los fenicios con los puertos de Sidón y Tiro en el siglo XIII a. C. Estas ciudades se encontraban en su punto máximo y representaban importantes centros de negocios hasta los ataques de los pueblos del mar. Estos puertos permitieron el comercio, pero también la salida de los colonos y el soporte de unidades navales.
Otros puertos antiguos incluyen el puerto de Cantón o de Guangzhou, durante la dinastía Qin china y Canopo, el principal puerto egipcio para el comercio griego antes de la fundación de Alejandría. En la antigua Grecia, el puerto de El Pireo en Atenas era la base de la flota ateniense que tuvo un papel crucial en la batalla de Salamina contra los persas en el 480 a. C.
El siguiente paso en el desarrollo de los puertos es la construcción de Alejandría en Egipto, hacia el siglo III. El dique de Heptastadion se construye allí, para separar el puerto en dos partes accesibles según el origen del viento. También es el lugar del Faro de Alejandría, primero de los faros. Así, los puertos se desarrollaron a lo largo del Mediterráneo, y cuenta especialmente el puerto del Pireo en Atenas y el de Ostia en Roma. También se puede mencionar el puerto de Siracusa y el de Cartago. Las técnicas constructivas de la época utilizaban principalmente las rocas locales, que requerían mucha mano de obra, pero ofrecían construcciones extremadamente duraderas; la arqueología marina actual lo utiliza ampliamente. También puede observarse el uso de diques en arcos de medio punto por los romanos, que permiten una mejor resistencia a las olas.

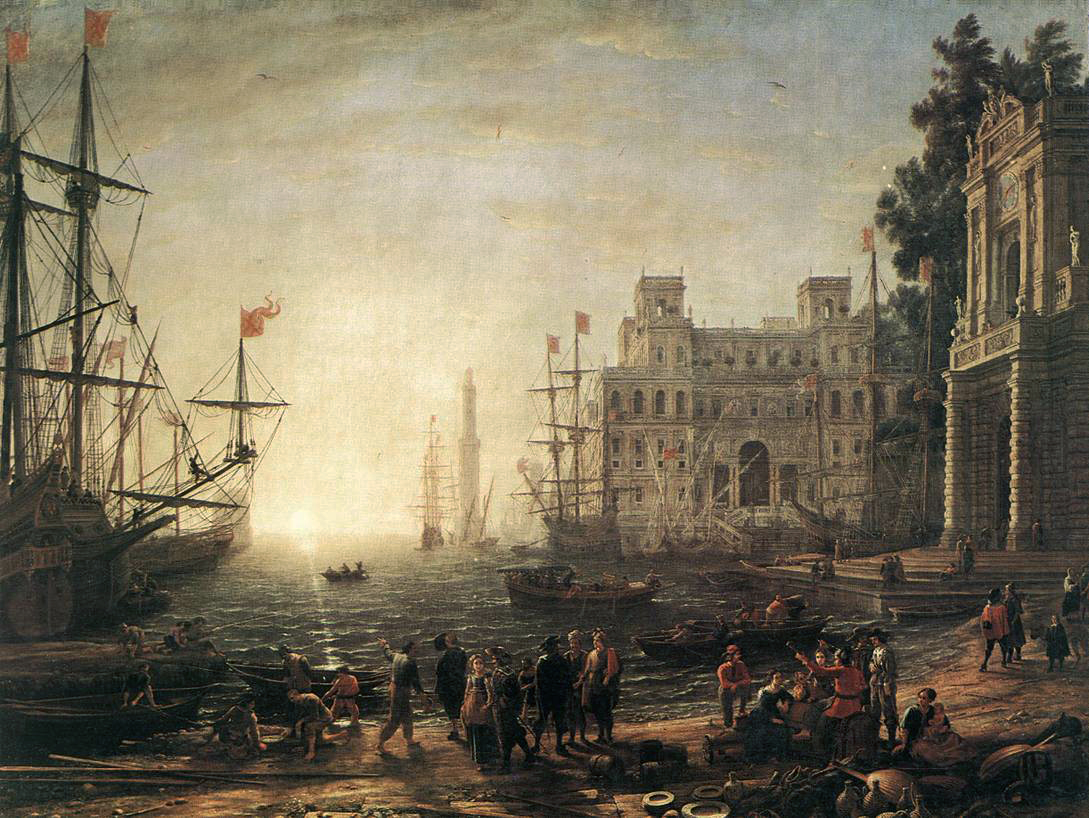
Seaport, una representación del siglo por Claude Lorrain, 1638

### Puertos en la Edad Media y Moderna
A pesar de la destrucción después del final del Imperio Romano, los puertos se desarrollaron a orillas del Mediterráneo y progresivamente en la fachada del Atlántico como expansión del comercio. Los puertos italianos (Génova, Venecia...) ganaron importancia; las técnicas seguían siendo sustancialmente iguales.
Hoy en día, muchos de estos antiguos lugares ya no existen ni funcionan como puertos modernos. Incluso en los tiempos más recientes, los puertos a veces no se utilizan. Rye (East Sussex), era un puerto inglés importante en la Edad Media, pero la línea de costa cambió y ahora está a 3,2 km del mar, mientras que los puertos de Ravenspurn y Dunwich se han perdido a la erosión marina.

### Puertos en la Edad Contemporánea
No fue hasta el XIX con la revolución industrial que la aparición de los puertos cambió claramente: la especialización entre puertos comerciales, pesqueros y militares apareció y el hormigón permitió otros tipos de construcción. Además de los almacenes se encuentran las líneas de ferrocarril y las grúas. Los muelles se expandieron y las profesiones se especializaron.
Mientras que los primeros puertos solían ser puertos sencillos, los puertos modernos tienden hacia la distribución multimodal, con conexiones de transporte con rutas marítimas, fluviales, canales, ferroviarias y aéreas. Los puertos con éxito optimizan el acceso a un hinterland activo. Idealmente, un puerto concederá a las naves fácil navegación, y dará refugio al viento y a las olas. Los puertos son a menudo en estuarios, donde el agua puede ser superficial y puede necesitar un dragado regular. Los puertos de aguas profundas son menos frecuentes, pero pueden manejar barcos más grandes, como petroleros, Panamax y portacontenedores. Otras empresas, como centros logísticos, almacenes y transportistas y otras instalaciones de procesamiento, resultan ventajosas ubicarse dentro de un puerto o en las proximidades. Los puertos modernos tendrán equipos especializados de manipulación de carga, tales como grúas, apiladores y carretillas elevadoras.
Los puertos normalmente tienen funciones especializadas: algunos suelen atender principalmente a transbordadores de pasajeros y cruceros; algunos se especializan en tráfico de contenedores o carga general; y algunos puertos juegan un papel militar importante para la marina de su nación. Algunos países del tercer mundo y pequeñas islas como Ascensión y Santa Helena continúan teniendo instalaciones portuarias limitadas, por lo que los barcos deben anclar mientras que su carga y sus pasajeros llegan a tierra por gabarra o lancha respectivamente.
Aunque los barcos modernos tienden a tener propulsores de popa, muchas autoridades portuarias aún requieren que los barcos utilicen un piloto y remolcadores para maniobrar a los grandes barcos en espacios ajustados. Por ejemplo, los barcos que se acercan al puerto belga de Amberes, un puerto interior del río Escalda, están obligados a utilizar los pilotos holandeses al navegar por la parte de la ría que pertenece a los Países Bajos.
Los puertos con tráfico internacional tienen instalaciones de aduanas.
Hoy, el mayor crecimiento del desarrollo portuario es, con diferencia, en Asia, el continente con los puertos más grandes y ocupados del mundo, como los de Shanghái, Singapur, Shenzhen, Ningbo-Zhoushan y Hong Kong. En los últimos años los diez primeros puertos del mundo en ocupación, por número total de unidades equivalentes a contenedores de veinte pies (TEU), son asiáticos.

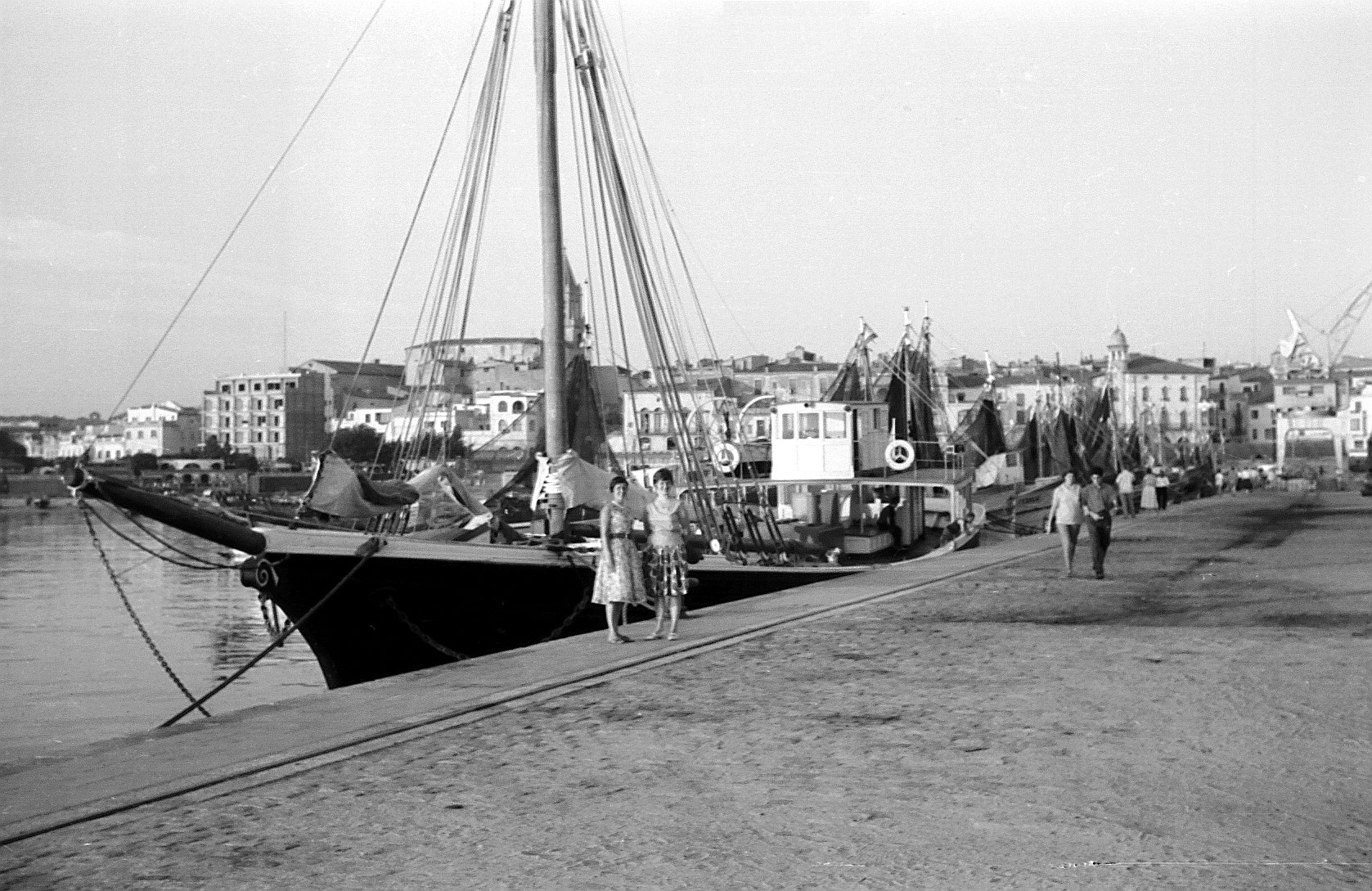
Puerto de Palamós en los años 50.
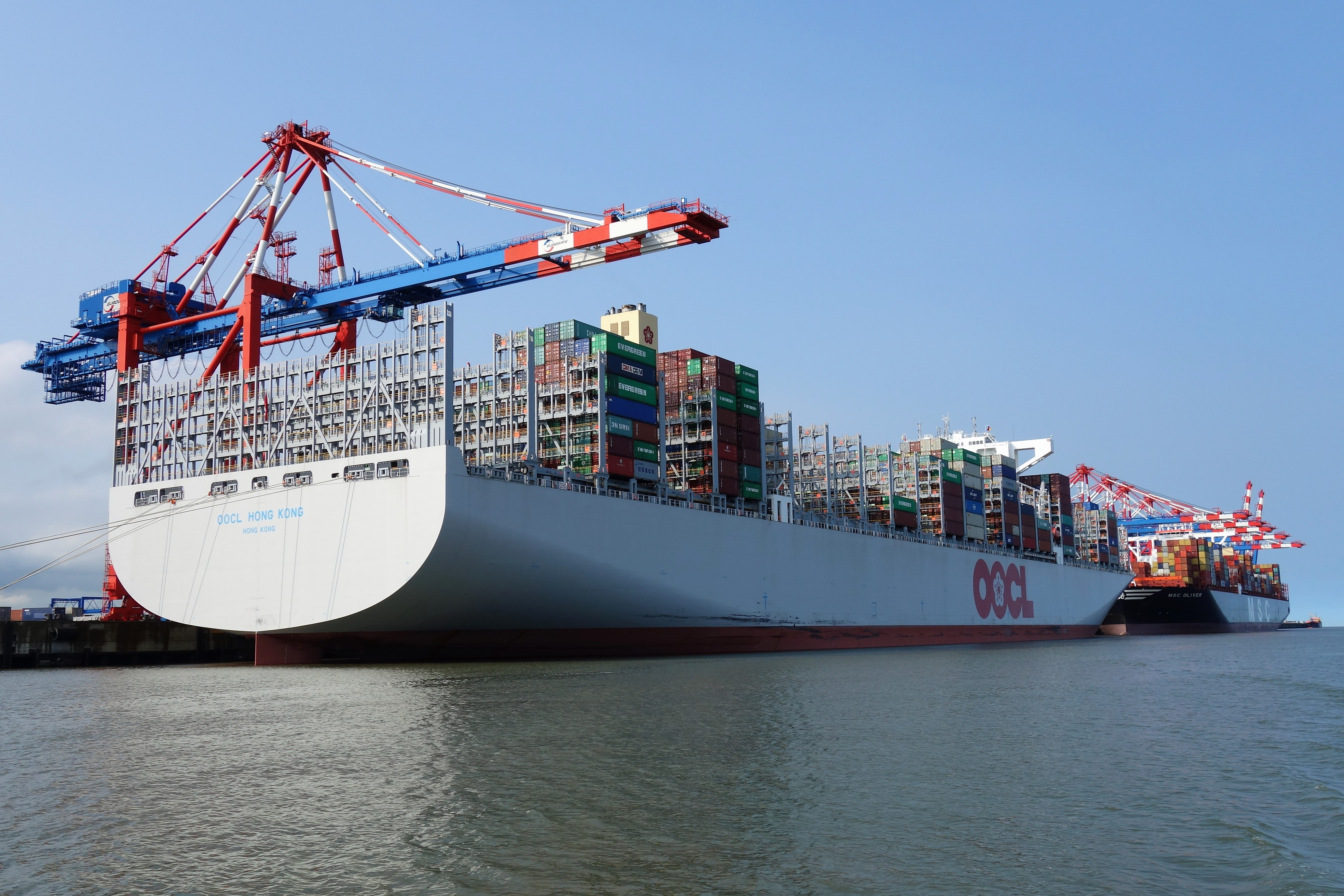
El portacontenedores OOCL Hong Kong, el más largo que se ha construido, en 2017
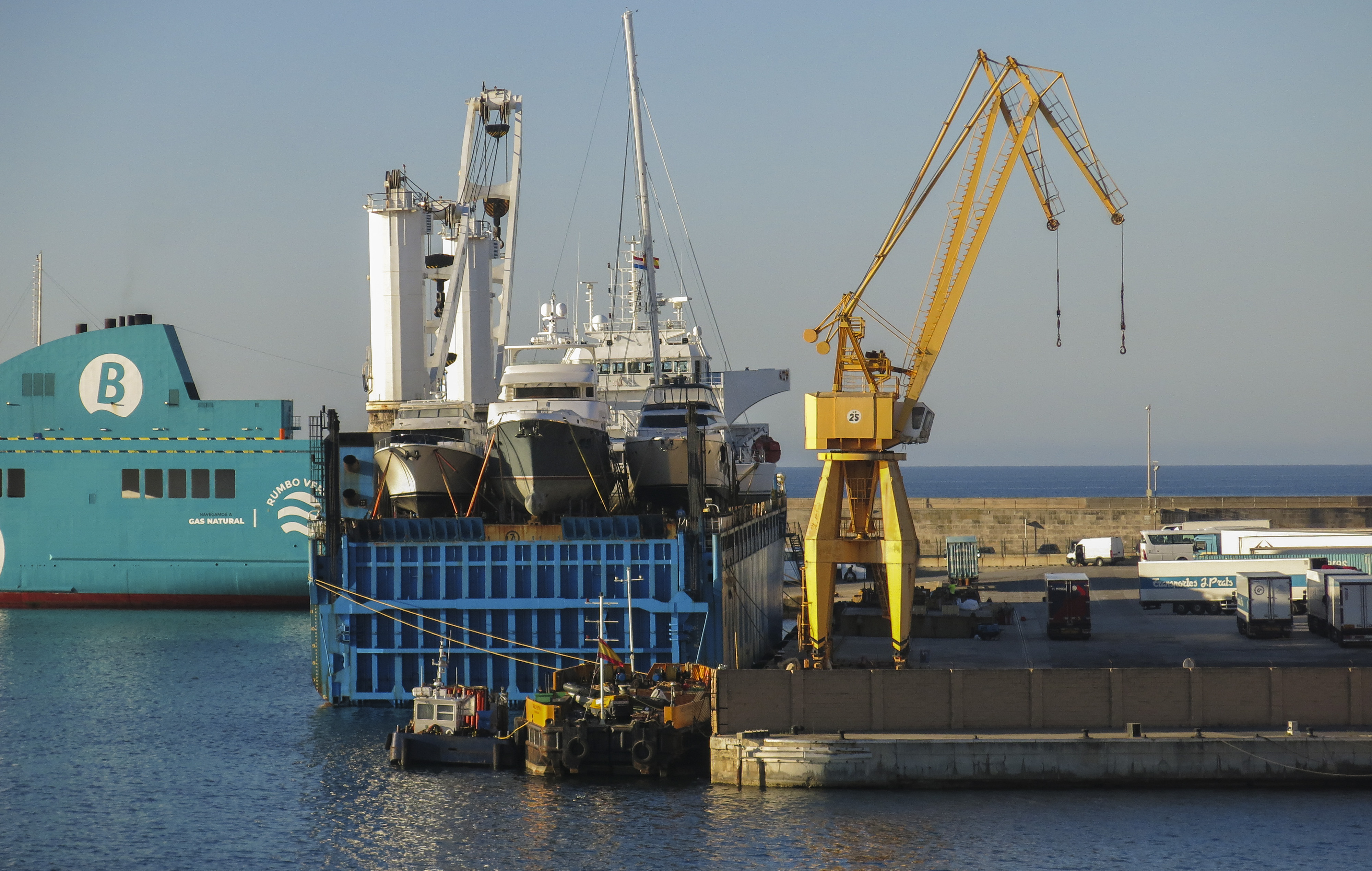
Palma de Mallorca

## Museos
Entre museos portuarios y museos navales existe una amplia representación internacional de este tipo de museos, llamando la atención museos navales en lugares alejados del mar como el museo Naval de Madrid u otros que por su tradición secular merecen mención como las Atarazanas Reales de Barcelona o el Museo Marítimo Nacional de Greenwich.